# Лешантр, Пьер
Пьер Лешантр (фр. Pierre Lechantre; родился 2 апреля 1950, Лилль, Франция) — французский футболист и футбольный тренер.

## Биография
В качестве футболиста выступал за многие известные французские команды, в числе которых были «Лилль», «Сошо», «Монако», «Ланс» и «Марсель». Всего в Лиге 1 Лешантр провел 324 матча, в которых забил 60 голов. Завершал свою карьеру форвард в клубе «Париж». В нём же он начал свою тренерскую деятельность.
Наибольших успехов француз добился у руля сборной Камеруна. В 2000 году он привёл «неукротимых львов» к победе в Кубке африканских наций. Однако вскоре после турнира местная федерация заменила Лешантра на местного специалиста Жан-Поля Аконо, который привёл Камерун к победе на Олимпийских играх в Сиднее. После нескольких неуверенных игр сборной Лешантра в 2001 году вернули на должность главного тренера, однако после неудачи национальной команды на Кубке конфедераций, он окончательно покинул Камерун. Позднее специалист работал с рядом ближневосточных и африканских команд, а также сборные Катара и Мали. 28 апреля 2012 года Лешантр возглавил сборную Сенегала, но уже через две недели он покинул свой пост, не договорившись с федерацией о выплате шестимесячного аванса
.
В январе 2016 года наставник подписал контракт на 2,5 года со сборной Конго. В ноябре он покинул национальную команду после вылета из отборочного турнира к Чемпионату мира по футболу 2018 года в России. В апреле 2018 года француз фигурировал в списке возможных кандидатов на должность главного тренера сборной Камеруна.

## Достижения
- Обладатель Кубка африканских наций: 2000
- Финалист Кубка наций Персидского залива: 2002
- Обладатель Кубка Чемпионов УНАФ: 2010
- Чемпион Танзании: 2017/18
- Финалист Кубка Марокко: 2007/08